# Sahagún
Sahagún é um município da Espanha na província de León, comunidade autónoma de Castela e Leão, de área 123,6 km² com população de 2841 habitantes (2007) e densidade populacional de 23,46 hab/km².

## Demografia
| Variação demográfica do município entre 1991 e 2004 | Variação demográfica do município entre 1991 e 2004 | Variação demográfica do município entre 1991 e 2004 | Variação demográfica do município entre 1991 e 2004 |
| --------------------------------------------------- | --------------------------------------------------- | --------------------------------------------------- | --------------------------------------------------- |
| 1991                                                | 1996                                                | 2001                                                | 2004                                                |
| 3413                                                | 3298                                                | 2979                                                | 2908                                                |

## Toponímia
O nome «Sahagún» é derivado de «São Facundo».